# Mobilier urbain pour l'information

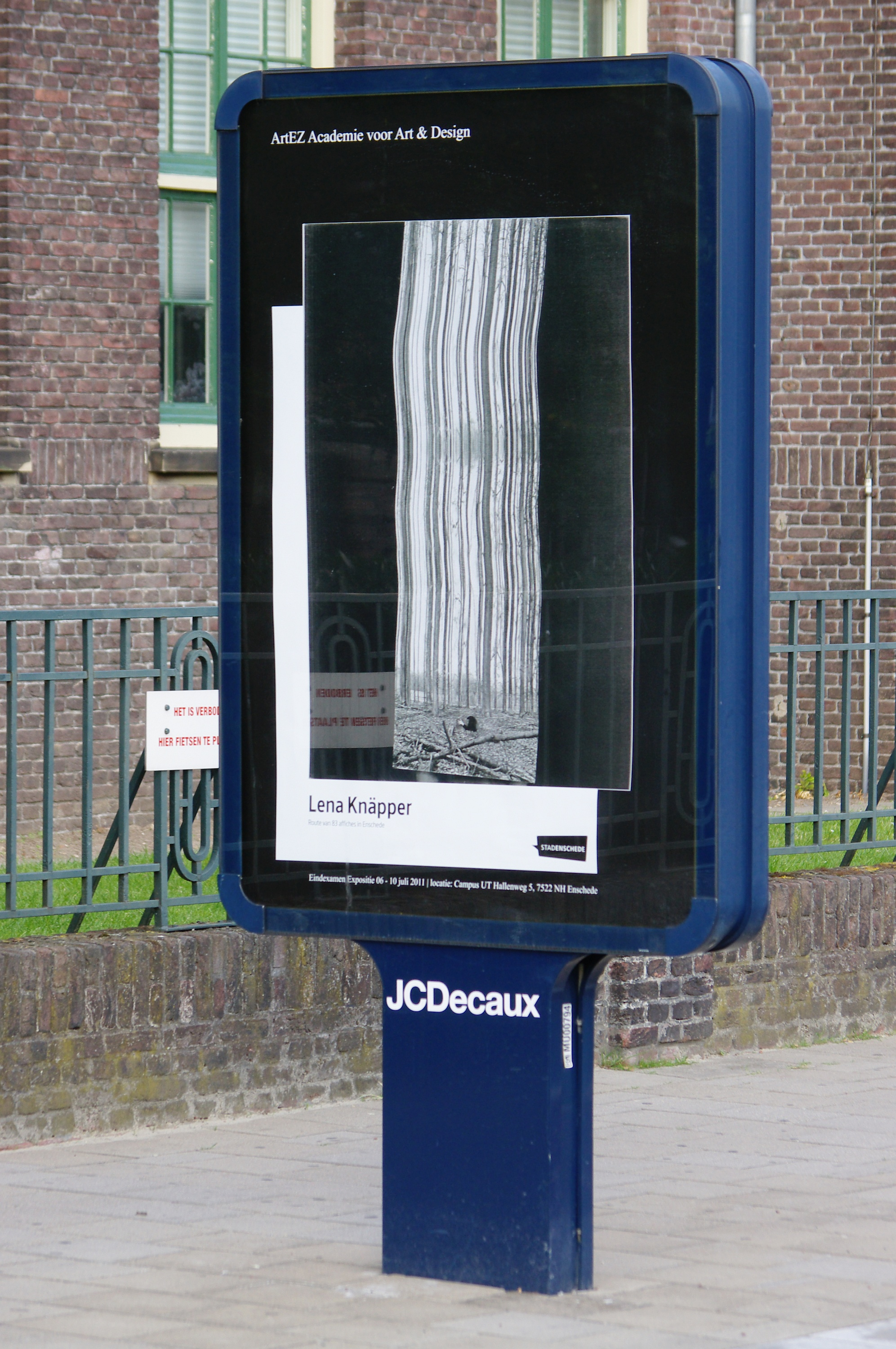
Un exemple aux Pays-Bas

Un mobilier urbain pour l'information ou MUPI (marque déposée, aussi utilisée dans les autres langues) ou sucette est un panneau de 1,20 m × 1,76 m, soit environ 2 m², avec une face pour l'affichage publicitaire et la seconde pour l'information municipale.
Le principe est proche de celui de l'Abribus, et fut appliqué pour la première fois en 1972 par la société JCDecaux.
Les MUPI sont généralement équipés d'un système d'éclairage intérieur. 

## Évolutions
- La deuxième face est souvent aussi utilisée pour de l'affichage publicitaire.
- Il peut être éventuellement mobile.